# Hexahidrobenzilcarbonato de trembolona
Hexahidrobenzilcarbonato de trembolona (nomes comerciais Parabolan, Hexabolan) conhecido por estra-4,9,11-trien-17β-ol-3-one 17β-cyclohexylmethylcarbonate é um esteroide anabolizante, com grande propriedade andrógena. É um éster de trembolona. Foi vendida na França para a população, com objetivo clínico/não-estético no ano de 1980. Sua venda foi descontinuada em 1997. É um éster da trembolona, desenvolvido e utilizado em humanos. É administrado através de injeção intramuscular.